# The Tigress
The Tigress is een Amerikaanse stomme film uit 1927, onder regie van George B. Seitz met in de hoofdrollen Jack Holt en Dorothy Revier. Destijds werd de film in Nederland uitgebracht onder de titel De zigeunerin katja. Een kopie van de film is bewaard gebleven in het archief van het Museum of Modern Art.

## Verhaal
Pietro (Frank Leigh) heeft zijn oog laten vallen op Mona (Dorothy Revier), de dochter van zigeunerhoofdman Tser (Harold Truesdale). Pietro heeft echter moeite met het aanvaarden van bevelen van de hoofdman, en na een strooptocht op het landgoed van Winston Graham (Jack Holt) keert hij terug met het lichaam van Tser. Hij beschuldigt Winston van de moord en Mona zweert wraak te zullen nemen op de moordenaar van haar vader.
Mona raakt gewond op Winstons landgoed en blijft daar tijdens haar herstel. Winston doet zich voor als een dienstbode en wordt verliefd op haar. Wanneer ze zijn bedrog ontdekt confronteert ze hem, maar het doofstomme jongetje Pippa (Philippe De Lacy) maakt haar duidelijk dat Pietro de moordenaar is. Pietro wordt achternagezeten door de zigeuners en gedood door Mona, waarna zij en Winston herenigd worden.

## Rolverdeling
| Acteur           | Personage                         | Opmerkingen          |
| ---------------- | --------------------------------- | -------------------- |
| Jack Holt        | Winston Graham, Earl of Eddington |                      |
| Dorothy Revier   | Mona, 'The Tigress'               |                      |
| Frank Leigh      | Pietro the Bold                   |                      |
| Philippe De Lacy | Pippa                             |                      |
| Howard Truesdale | Tser                              | als Howard Truesdell |
| Frank Nelson     | Wibble                            |                      |